# 사디야트섬

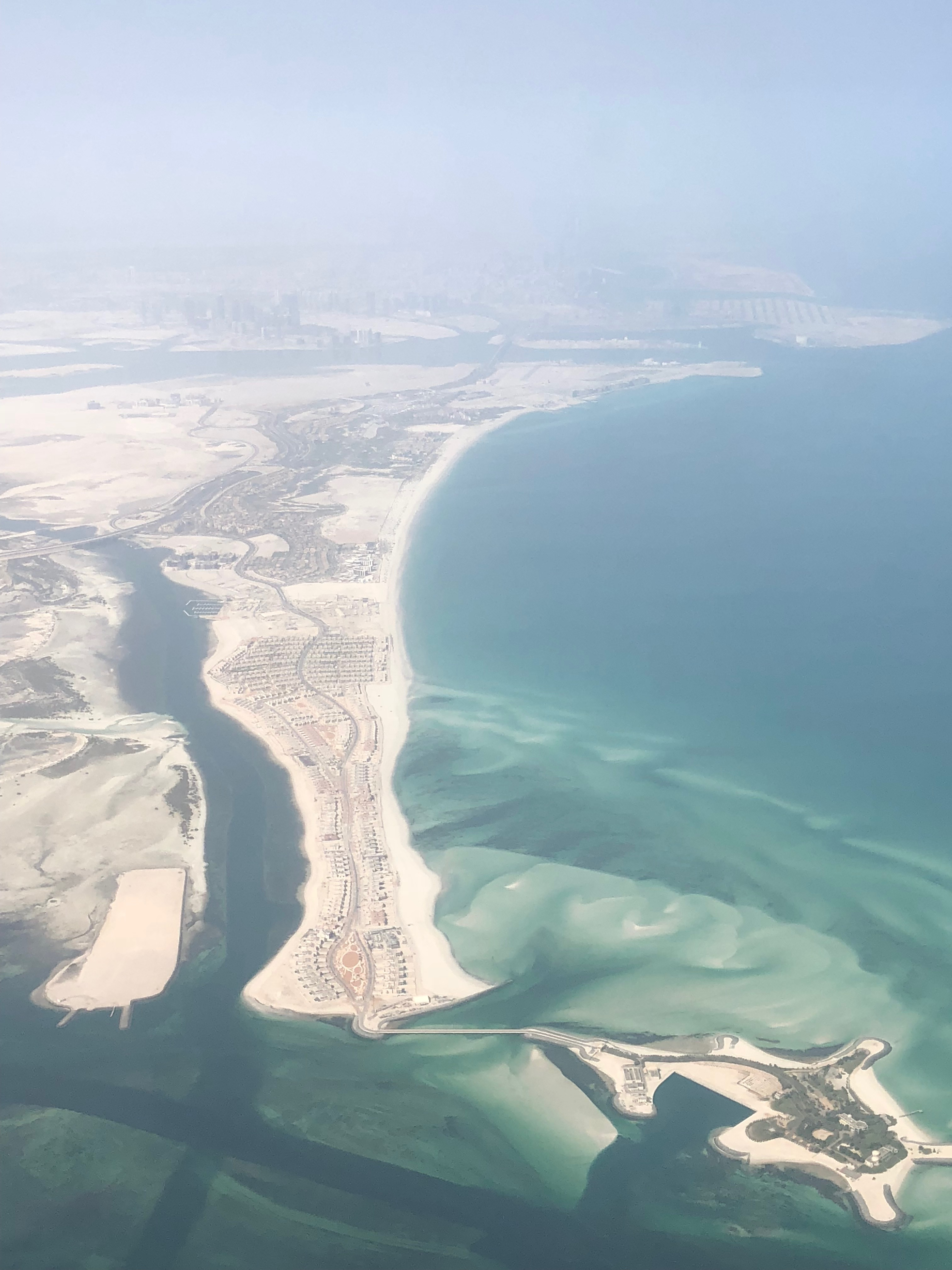

사디야트섬(Saadiyat Island)은 아부다비에서 500m 떨어진 섬으로, 관광지 및 거주지로 개발된다. 2018년 완공예정이다. 7개 지구가 만들어져 29개 호텔 약 1,000 척의 배를 세우는 3개의 마리나, 박물관, 문화 센터, 2개의 골프 코스, 레저 시설 등이 건설된다.

## 같이 보기
- 야스섬
- 마스다르시티